# Louis Barré
Louis Barré (født 6. april 2000 i Nantes) er en cykelrytter fra Frankrig, der kører for  Intermarché-Wanty.